# نيو ليسب
المترجم الفورى newLisp تم تصميمه من قبل Lutz Mueller وهو نسخة مفتوحة المصدر من اجل الترجمة الفورية للغة Lisp وتم وضعه تحت
رخصة جنو العمومية GNU GPL.

## معلومات اساسية
- المصمم: Lutz Mueller
- المطور: Lutz Mueller عن Nuevatec
- البرمجة بلنماذج: متعددة-النماذج
- سنة الظهور: 1991
- نظام التشغيل: متعددة نظم التشغيل
- الرخصة: رخصة جنو العمومية GNU General Public Licence
- الموقع على الإنترنت: www.newLisp.org

## التاريخ
يرجع اصل المترجم إلى عام 1991 حيث تم تطويره على الحاسب Sun4 workstation ثم بعد ذلك تم نقله ل ويندوز 3.0 وذلك حين تم وضع الإصدار 3.1 من المترجم على حاسب CompuServe في حوالي سنة 1993. بعدها أصبح متاح للدوس DOS وأصبح أحد تطبيقات الويندوز القادرة على التعامل مع الواجهة الرسومية واجهة مستخدم رسومية حيث كان الدوس DOS والويندور مخصصين للتعامل مع نمط البيانات 16 بت.
في شهر أبريل عام 1999، تم عمل نسخة منة تعمل على اللينكس حيث تم إعادة كتابة بعض اجزاء الكود مثل الخوارزميات وتم حذف اجزاء من الكود والتي كانت مخصصة للعمل على الويندوز، وأيضا في نفس العام تم جعل newLisp مفتوح المصدر ويعمل تحت رخصة جنو العمومية GNU General Public Licence وتم وقف التطوير على نظام الويندوز بعد الإصدارة 6.0.25 من newLisp.
خلال النصف الأول من 2001 تم عمل اصدارة للويندوز مرة أخرى وذلك باستخدام سيج وين ولكن كانت الإصدارة خالية من الإمكانات الرسومية Graphics وفي النصف الثاني من 2001 من خلال الإصدارة 6.3.0 تم استخدام نظام لغة Tcl ونظام الواجهة الرسومية التابع لها Tk حيث أصبح بعدها newLisp قادر على العمل على أكثر من نظام تشغيل وأيضا مع إمكانات استخدام الواجهة الرسومية وعمل الرسوميات رسوميات.
منذ وضع الإصدارة 6.5 في منتصف 2002 كان العمل على تطوير newLisp في غاية النشاط حيث وضعت العديد من المزايا الجديدة، وازداد عدد المشتركين في ساحة النقاش بلموقع. ومنذ 2003 كان يتم طرح حوالي اربع إصدارات رئيسية جديدة أو أكثر كل سنة.
في عام 2006 تم وضع ميزة التعامل مع الارقام الصحيحة بدقة 64 بت واستخدام تلك الميزة في وضع مميزات أخرى جديدة لتحسين بعض الوظائف الخاصة بلتعامل مع الملفات وذلك كان من خلال الإصدارة 9.0 من newLisp.

## المميزات
- المترجم newLisp متعدد نظم التشغيل حيث يعمل على جنو/لينكس، توزيعة برمجيات بيركلي، أو إس 10، سولاريس، مايكروسوفت ويندوز
- من أهم المميزات التي يوفرها newLisp الإدارة الالية للذاكرة كما في لغة بايثون.
- إمكانية التعامل وإنشاء واجهات رسومية من خلال Tk أو جتك+.
- المترجم الفورى newLisp يوفر ترجمة سريعة لسكربتات اللغة ليسب مع استخدام طفيف للمساحة على القرص الصلب والذاكرة.
- يوجد بة خاصية مساحات الأسماء أو namespaces ويوفر أيضا سهولة ومرونة عالية في عمل النماذج الأولية للبرامج من خلال توفيرة لأسلوب البرمجة الكائنية أو Object-Orient.
- يوفر المترجم أهم مميزات لغة ليسب مثل القوائم والدوال والعمليات على الرموز وتخطيط الدوال والدوال المجهولة أو مصطلاحات لامبدا Lambda والعديد من مميزات لغة ليسب.
- يوفر المترجم دوال التعامل مع المكتبات مثل أي مترجم فورى حديث ك بايثون مثلا ويوفر سهولة في التعامل مع نصوص وحروف اللغات المختلفة من خلال يونيكود كما يوجد مفسر للغة لغة الترميز القابلة للامتداد.
- من ضمن البروتوكولات التي يوفرها المترجم: بروتوكول بيانات المستخدم، سي جي آي، بروتوكول إرسال البريد البسيط، بروتوكول مكتب البريد، بروتوكول نقل الملفات، اكس أم ال-أر بيه سي، حزمة بروتوكولات الإنترنت.
- كما يوفر عدة طرق للتعامل مع قواعد البيانات مثل، إس كيو لايت، ماي إس كيو إل، اتصال قاعدة البيانات المفتوحة.
- يوفر أيضا إمكانية عمل السكربتات التي يعمل من خلالها المترجم كخادم لأجهزة أخرى server-mode.
- سهولة تعلم اللغة ليسب وأيضا في التعامل مع المترجم حيث ياتى مع المترجم كتاب مجانى أيضا يوضح كل تفاصيل اللغة ليسب وطرق التعامل مع المترجم.
- بكل تلك المميزات السابقة يوضع newLisp كمترجم فورى للاسكربتات في مصاف المترجمات القوية مثل بايثون كما يوفر أيضا لغة ليسب بشكل سهل وسلس يمكن استخدامه في عمل النماذج الأولية للبرامج وعمل سكربتات قوية ومميزة للتعامل مع جميع الأغراض.

## وصلات خارجية
- الصفحة الرئيسية ل newLisp
- الوثائق الخاصة بشرح اللغة وطرق التعامل المترجم
- شرح لكيفية إدارة newLisp الذاتية للتعاملات مع الذاكرة
- الاختلاف بين newLisp وباقى مترجمات اللغة ليسب
- موقع خاص بمستخدمى newLisp